# Gebhard XVII. von Alvensleben
Gebhard XVII. von Alvensleben († 7. April 1541) war Landeshauptmann, Magdeburger Rat und Amtshauptmann zu Wolmirstedt.

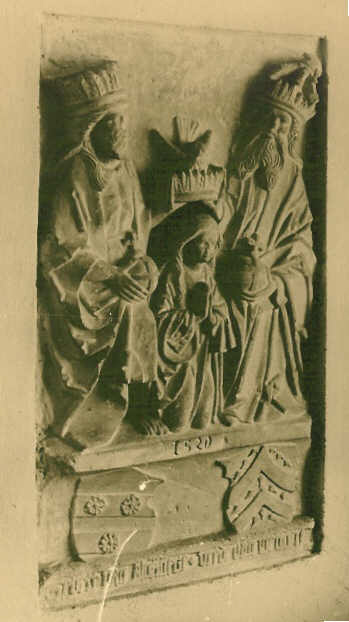
Votivtafel für Gebhard XVII. von Alvensleben in der Nicolaikirche in Kalbe (Milde)

Er entstammte der niederdeutschen Adelsfamilie von Alvensleben und war der fünfte und jüngste Sohn von Ludolf IV. von Alvensleben († 1476) auf Kalbe (Milde) und Hundisburg und der Anna von Bülow und Bruder des Havelberger Bischofs Busso VIII. von Alvensleben († 1493).
In seinen jüngeren Jahren befand er sich zumeist im Kriegsdienst. 1492 beteiligte er sich im Brandenburgischen Hilfsheer an der Belagerung von Braunschweig durch deren Herzöge. 1499 gehörte er zum Aufgebot des Heeres des deutschen Königs und späteren Kaisers Maximilian I. im Feldzug gegen die Schweiz. Im Jahre 1512 war er Teilnehmer des vom Kurfürsten veranstalteten Neuruppiner Turniers, in dem er seine ritterlichen Fähigkeiten und körperliche Kraft in einem Kampf gegen Kaspar von Oertzen unter Beweis stellen konnte.
Später wurde Gebhard von Kurfürst Joachim I. zum Brandenburgischen Rat und Landeshauptmann der Altmark ernannt. Das letztere Amt übte er von 1516 bis 1521 aus. Danach war er Erzbischöflich Magdeburgischer Rat und Amtshauptmann in Wolmirstedt.
In dem 1500 geschlossenen Erbvergleich mit seinen Brüdern erhielt er ein Neuntel von Burg Kalbe und die Hälfte von Schloss Hundisburg. 1534 erwarb er die erzbischöfliche Burg Alvensleben im Pfandbesitz und nahm dort seinen Wohnsitz.

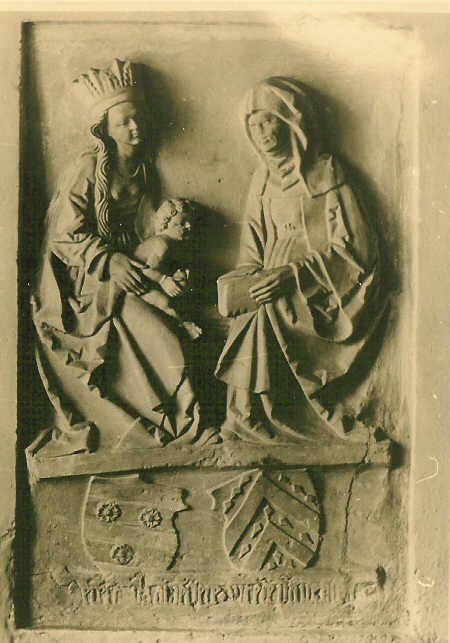
Votivtafel für Fredeke von Wenden in der Nicolaikirche in Kalbe (Milde)

Gebhard war mit Fredeke von Wenden verheiratet und hatte mit ihr fünf Töchter und vier Söhne, darunter den späteren magdeburgischen Rat und Hofmeister Ludolf X. von Alvensleben und den Humanisten Joachim I. von Alvensleben. Er starb – über siebzigjährig – am 7. April 1541 und wurde in der Nicolaikirche in Kalbe (Milde) beigesetzt. Dort befinden sich im Nordeingang für ihn und seine 1551 verstorbene Frau noch zwei Votivtafeln mit Reliefs nach Motiven von Albrecht Dürer. Seine Frau wurde im Kloster Mariental bei Helmstedt beerdigt.